# Incontro con Laura
Incontro con Laura è un film del 1945 diretto da Carlo Alberto Felice.

## Trama
Tito è un modesto orologiaio di mezza età che vive e lavora a Milano. Solo al mondo, l'uomo non ha pensieri che per la sua bottega fino a quando un giorno non si ammala. Dopo aver rischiato di morire, torna a casa dall'ospedale come svuotato: tutto gli sembra futile, anche i suoi amati orologi, cui ha dedicato gran parte della sua vita adulta. Mosso da sincera compassione, decide di ospitare a casa sua Laura, una giovane prostituta e ragazza madre, con l'idea di aiutarla per dare così un senso morale alla sua grigia esistenza. A poco a poco Tito inizia a provare dei forti sentimenti per la ragazza, ma lei è innamorata del giovane ed aitante Franco e rifiuta quindi la proposta di matrimonio fattagli da Tito. Nell'uomo subentra la delusione, persino l'umiliazione per il suo sentimento respinto: dopo averci pensato su a lungo, si decide a cacciare la ragazza ed il bambino da casa sua una volta per tutte. Laura, ormai sola e non sapendo dove andare, va a trovare Franco. I due passano insieme la notte, ma quando spunta l'alba Laura se ne va via senza dire una parola.

## Produzione
Il film, girato nel 1945 a Milano tra mille difficoltà, rimase senza distribuzione per le proteste del regista Carlo Alberto Felice, che lamentò lo stravolgimento del suo lavoro fatto in sede di edizione dalla casa di produzione, e chiese quindi che il suo nome venisse tolto dai cartelloni e dai titoli. La pellicola ebbe il suo visto censura solamente due anni dopo, nel marzo del 1947 e con un altro titolo (Infelice incontro) ma rimase sostanzialmente inedita. Ad oggi il film è considerato perduto.

## Curiosità
- Si tratta del primo film del ventitreenne Vittorio Gassman.